# Martin Schnur
Martin Schnur (* 1964 in Vorau, Steiermark) ist ein österreichischer Maler.

## Leben
Schnur besuchte von 1982 bis 1985 die Kunstgewerbeschule Graz und im Anschluss bis 1990 die Meisterklasse für Bildhauerei bei Joannis Avramidis an der Akademie der bildenden Künste in Wien.
Schnur verbindet in seinen Werken unterschiedliche Bild- und Realitätsebenen. Den Hintergrund bilden oftmals Fantasielandschaften, in früheren Werken teilweise auch Stadtlandschaften oder abstrakte Bildräume. Davor platziert er seine Figuren in oft eigentümlicher Pose meist vom Betrachter abgewandt. Die Interpretation des Dargestellten soll dem Betrachter überlassen werden.
Schnur nutzt zeilweise Spiegelschreben und andere reflektierende Oberflächen in seinen Werken, die eine Reflexion der Realität oder den Beobachter einzubinden scheinen.

## Auszeichnungen (Auswahl)
- 1988: Goldene Füger-Medaille[4]
- 1996: Arbeitsstipendium der Stadt Wien
- 1999: Förderungspreis der Stadt Graz

## Ausstellungen (Auswahl)
- 2003 placing shadows. Museum der Moderne Rupertinum, Salzburg
- 2005 Martin Schnur. Kunsthaus Mürzzuschlag, Mürzzuschlag
- 2008 Martin Schnur. Schein. Augarten Contemporary, Wien
- 2013 Vorspiegelung. Personale, Sammlung Essl[5][6]